# Локва-Рогозниця
Локва-Рогозниця (хорв. Lokva Rogoznica) — населений пункт у Хорватії, у Сплітсько-Далматинській жупанії у складі міста Омиш.

## Населення
Населення за даними перепису 2011 року становило 397 осіб.
Динаміка чисельності населення поселення:

## Клімат
Середня річна температура становить 15,32 °C, середня максимальна – 27,04 °C, а середня мінімальна – 3,74 °C. Середня річна кількість опадів – 844 мм.
| Клімат поселення                              | Клімат поселення | Клімат поселення | Клімат поселення | Клімат поселення | Клімат поселення | Клімат поселення | Клімат поселення | Клімат поселення | Клімат поселення | Клімат поселення | Клімат поселення | Клімат поселення | Клімат поселення |
| Показник                                      | Січ.             | Лют.             | Бер.             | Квіт.            | Трав.            | Черв.            | Лип.             | Серп.            | Вер.             | Жовт.            | Лист.            | Груд.            |                  |
| Середній максимум, °C                         | 12,50            | 11,46            | 13,38            | 16,28            | 21,20            | 25,18            | 26,78            | 27,04            | 23,12            | 19,32            | 15,10            | 13,12            |                  |
| Середня температура, °C                       | 8,60             | 7,58             | 9,50             | 12,42            | 17,34            | 21,28            | 23,88            | 24,16            | 20,24            | 16,44            | 12,20            | 10,22            |                  |
| Середній мінімум, °C                          | 4,74             | 3,74             | 5,62             | 8,54             | 13,48            | 17,40            | 21,00            | 21,26            | 17,32            | 13,56            | 9,32             | 7,34             |                  |
| Норма опадів, мм                              | 77               | 65               | 72               | 70               | 58               | 50               | 35               | 50               | 71               | 93               | 109              | 94               |                  |
| Середньомісячна швидкість вітру, м/с          | 3.36             | 3.64             | 3.72             | 3.40             | 3.00             | 2.72             | 2.74             | 2.60             | 2.92             | 3.06             | 3.82             | 3.82             |                  |
| Середньомісячна сонячна радіація, кДж/м²·день | 5489             | 8245             | 11917            | 16404            | 20285            | 23118            | 24694            | 21739            | 16078            | 10456            | 5984             | 4701             |                  |
| --------------------------------------------- | ---------------- | ---------------- | ---------------- | ---------------- | ---------------- | ---------------- | ---------------- | ---------------- | ---------------- | ---------------- | ---------------- | ---------------- | ---------------- |
| Джерело:                                      |                  |                  |                  |                  |                  |                  |                  |                  |                  |                  |                  |                  |                  |